# Doncaster
Doncaster ist eine Stadt in der englischen Grafschaft South Yorkshire und Verwaltungssitz des Metropolitan Borough of Doncaster. Laut Volkszählung 2011 hatte Doncaster 109.805 Einwohner.
Im Jahr 2022 wurde Doncaster anlässlich des 70-jährigen Thronjubiläums von Elisabeth II. der besondere City Status verliehen.

## Geographie
Doncaster ist nach Sheffield (30 km entfernt) die zweitgrößte Stadt in South Yorkshire. Die Entfernung nach London beträgt etwa 250 km.

## Geschichte

### Antike
Am heutigen Standort Doncasters am Ufer des Flusses Don wurde im ersten Jahrhundert n. Chr. ein römisches Kastell namens „Caer Daun“ errichtet. Später wurde dessen Name in „Danum“ geändert, wovon die heutige Stadt den Namensteil Don- erhielt. Die Endung -caster entspringt der lateinischen Bezeichnung für Militärlager („castrum“).
Doncaster war der Standort einer Reitergarnison von Crispus, des ältesten Sohnes von Konstantin dem Großen.
Durch Doncaster führte in antiker Zeit eine Alternativroute von Lincoln nach York. Um die Hauptroute Ermine Street nutzen zu können, wurde der Humber mit Booten durchquert. Mit der Zeit wurde das jedoch aufgrund fortschreitender Transportbedürfnisse immer unpraktischer, wodurch Doncaster eine größere Bedeutung auf römischen Landkarten zuteilwurde.
Heute bestehen viele Stätten von archäologischem Interesse, wovon sich einige jedoch unter Gebäudefundamenten befinden. Der vermutete genaue Standort befindet sich beim St George’s Minster am Ufer des Don.

### Mittelalter
1003 wurde Doncaster im Wulfric Spott erwähnt. Kurz nach der Normannischen Eroberung Englands ließ der General Nigel Fossard die Stadt befestigen und das Doncaster Castle erbauen.

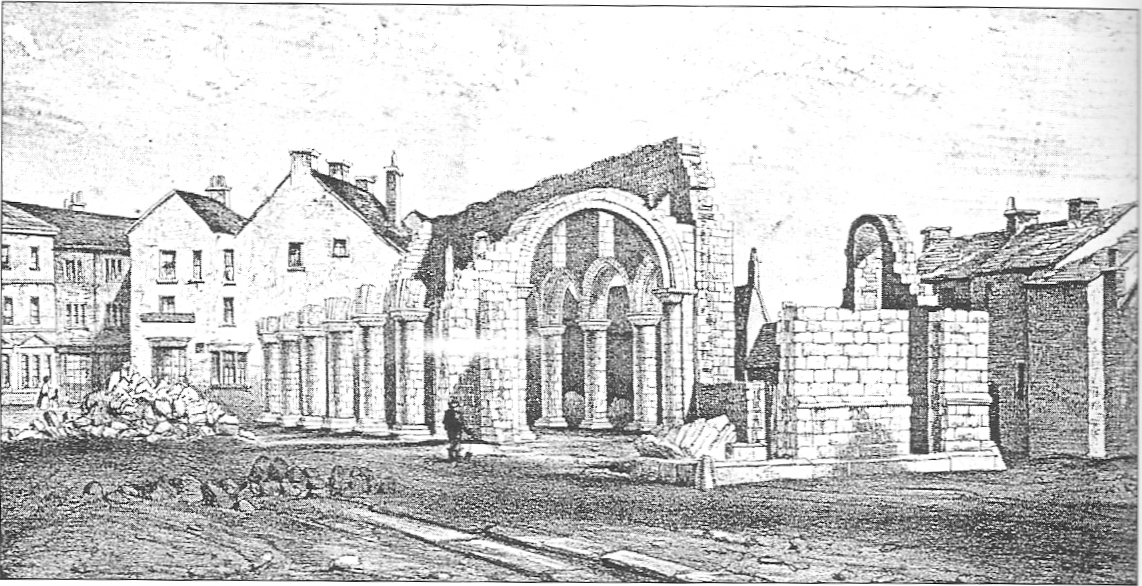
Die Normannenkirche St. Maria Magdalena, bei ihrem Abbruch 1846

Insbesondere im Verlaufe des 12. Jahrhunderts wuchs die Stadt, und 1194 verlieh König Richard I. Doncaster das Stadtrecht. Auch in der Folgezeit gedieh die Stadt weiter und wurde lediglich durch einen verheerenden Stadtbrand 1204 für kurze Zeit in ihrer Entwicklung gebremst.
Als historische Kuriosität gilt, dass der Ort im Vertrag von Durham (1212) an das damals verbündete Königreich Schottland abgetreten wurde, was formell nie rückgängig gemacht wurde.
1248 wurde der Stadt das Recht zum Abhalten eines Marktes rund um die Kirche St. Maria Magdalena verliehen, welcher noch heute existiert. Das Kirchengebäude wurde im 16. Jahrhundert zum Rathaus umfunktioniert und 1846 letztlich abgerissen. Der Markt beinhaltet auch eine Getreidebörse aus dem 19. Jahrhundert, dessen Gebäude 1873 erbaut und 1996 nach einem Brand wiederaufgebaut wurde.

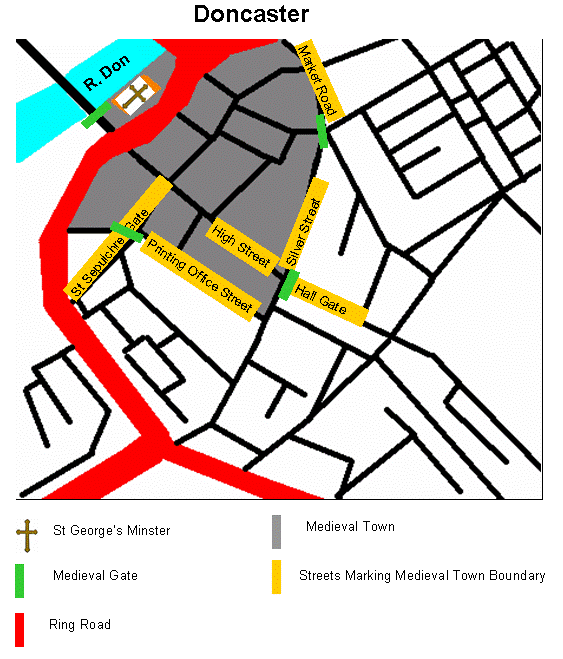
Skizze des historischen Stadtkerns

Während des 14. Jahrhunderts fand sich eine große Zahl an Mönchen in Doncaster ein. 1307 erreichten Mönche franziskanischer Orden die Stadt, Mitte des Jahrhunderts folgten die Karmeliten. Während des Mittelalters wurden zahlreiche Einrichtungen wie das St. Nicholas-Krankenhaus sowie eine Leprakolonie und eine Grammar School eröffnet. 1334 war Doncaster die wohlhabendste Stadt im südlichen Yorkshire und gleichzeitig die sechstwichtigste Stadt Yorkshires. Sie erholte sich 1379 nach mehreren Jahren schnell wieder von den Auswirkungen des Schwarzen Todes und besaß zu diesem Zeitpunkt 1500 Einwohner. 1547 wurde die 2000-Einwohner-Marke überschritten.
Heute enden viele Straßen mit dem Suffix ‚gate‘. Die Endung entstammt dem altdänischen 'gata' für Straße. Händler und Handwerker derselben Branche hatten üblicherweise in derselben Straße ihren Wohnsitz, und so entstanden Straßennamen wie zum Beispiel ‚Baxtergate‘: ‚Baxter‘ war ein altes Wort für Bäcker, womit man den Namen mit Bäckerstraße übersetzen kann. Man nimmt an, dass der Name 'Frenchgate' von den in dieser Straße angesiedelten Französisch sprechenden Normannen herrührt. Der mittelalterliche Stadtkern Doncasters war von einer Stadtmauer samt Graben umgeben und besaß vier Stadttore. 1605 vergab König Jakob I. an die aus York stammende Kaufmannsfamilie Levett das Recht zur Zollerhebung an den Stadttoren. Mit dem wachsenden Einfluss der Familie im Stadtrat Doncasters stiegen in den folgenden Jahren auch die Zollabgaben, sodass die örtliche Bevölkerung ab 1628 dagegen zu rebellieren begann. Schließlich wurden die Zölle trotz Widerstandes des Levett-Clans durch das Stadtparlament abgeschafft.
Trotz mehrerer Seuchenausbrüche in der Zeit von 1562 bis 1606 konnte sich die Stadt im 16. und 17. Jahrhundert weiter ausdehnen.

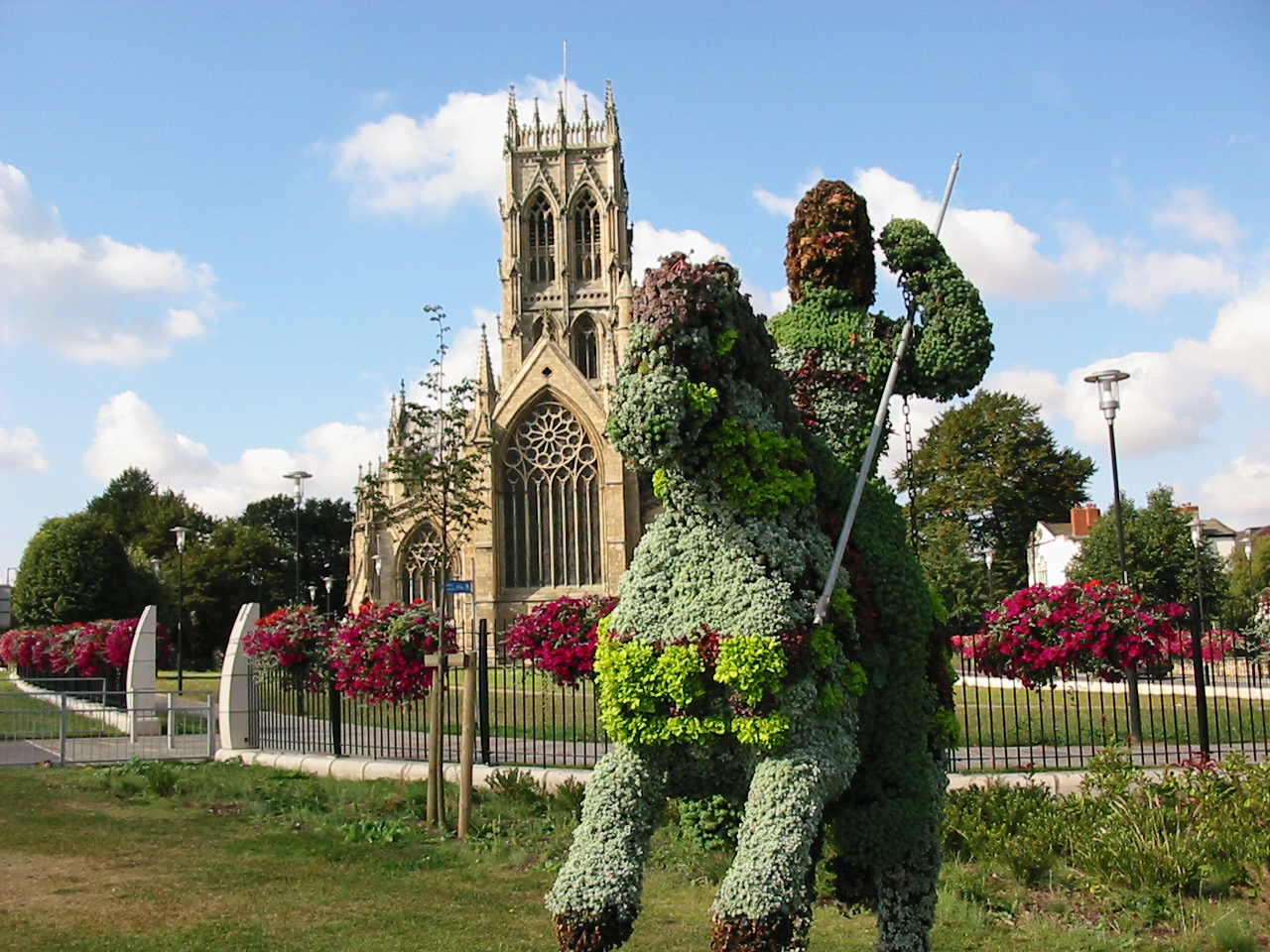
Das St George’s Minster mit einer floristischen Darstellung des Heiligen im Vordergrund

### Englischer Bürgerkrieg
Während des Englischen Bürgerkriegs reiste König Karl I. über Bridgnorth, Lichfield und Ashbourne nach Doncaster. Am 18. August 1645 versammelte sich dort eine große Zahl an Menschen auf seine Veranlassung. Am 2. Mai 1664 wurde Doncaster mit dem Titel eines „Free Borough“ ausgezeichnet, wodurch der König seine Dankbarkeit für die Verbundenheit der Stadt mit ihm ausdrückte.
Doncaster und sein Borough ist seit dem 18. Jahrhundert traditionell sehr wohlhabend und für seine große Zahl an Großgrundbesitzern bekannt. Sichtbares Zeichen dafür sind bekannte Gebäude wie Brodsworth Hall, Cantley Manor, Cusworth Hall, Hickleton Hall, Nether Hall und Wheatley Hall. Das markanteste Gebäude der Stadt ist das St George’s Minster.

## Politik
Die Stadt gehört zum Wahlkreis Doncaster Central und wird durch Rosie Winterton (Labour Party) im britischen Unterhaus vertreten.
Auf europäischer Ebene gehörte Doncaster dem Wahlkreis Yorkshire and the Humber des Europäischen Parlaments an, der zuletzt von sechs Abgeordneten vertreten wurde.

## Sport
Seit dem 16. Jahrhundert wurden in Doncaster Pferde gezüchtet, später auch für den Rennsport. Die erste wichtige Rennveranstaltung auf dem Doncaster Racecourse war der 1766 erstmals ausgetragene Doncaster Gold Cup sowie zehn Jahre später die St. Leger Stakes. Der Cup ist der älteste durchgehend ausgetragene Pferdesport-Wettbewerb der Welt. Während des Ersten Weltkriegs wurde der Racecourse für militärische Zwecke genutzt und die Rennveranstaltungen von 1915 bis 1918 nach Newmarket in der Grafschaft Suffolk verlegt.

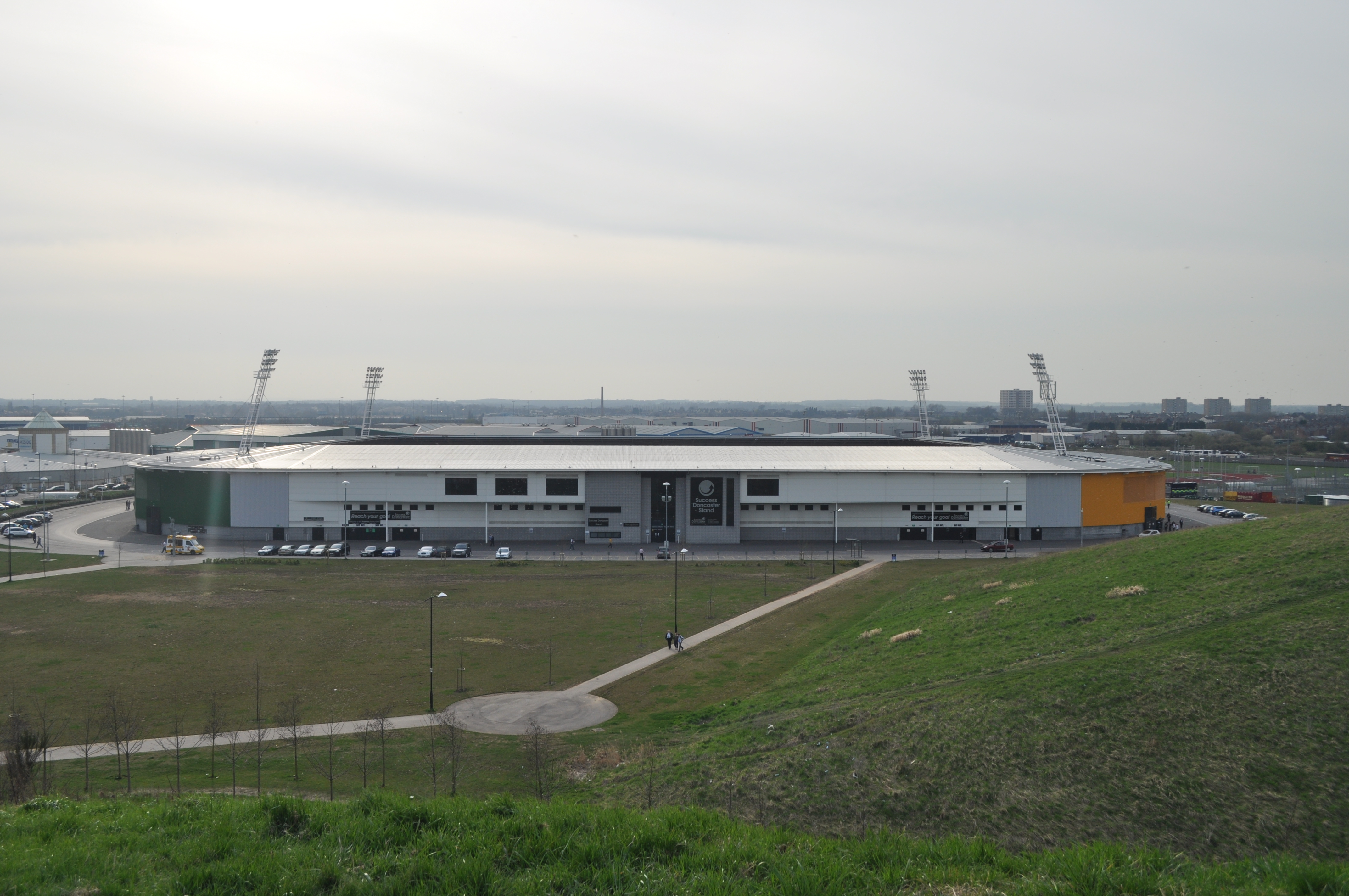
Eco-Power Stadium

Der Fußballverein der Stadt heißt Doncaster Rovers. Die Herrenmannschaft spielt derzeit in der Football League One, der dritthöchsten Spielklasse im Profifußball. Die Damenmannschaft Doncaster Rovers Belles spielt sogar in der höchsten Spielklasse, der FA Women’s Super League. Beide Teams tragen seit 2007 ihre Heimspiele im neuerbauten, 15.231 Zuschauer fassenden Eco-Power Stadium aus.
Doncaster R.F.C. ist ein in der dritten englischen Rugby-Union-Liga spielender Verein, der seine Heimspiele im Castle Park austrägt. 2008 wurde eine neue, 1650 Zuschauer fassende Stadiontribüne eingeweiht. Der Doncaster RLFC ist ein Rugby-League-Verein, der in der 2. Liga spielt und seine Spiele im 15.231 Zuschauer fassenden Eco-Power Stadium austrägt.
Zudem besitzt Doncaster noch den Basketballverein Doncaster Panthers sowie den American-Football-Verein Doncaster Mustangs.
1991 und 1992 fanden im The Dome das World Matchplay im Snooker statt.

## Wirtschaft und Infrastruktur
Vom späten 18. bis ins 20. Jahrhundert entwickelte sich Doncaster zu einem industriellen Zentrum. Die gute Erreichbarkeit über den Land- und Wasserweg führte zu einem enormen Wachstum und hohen Migrantenanteil. Unterhalb der Stadt befinden sich große Vorkommen von Kohleflözen.
Wegen der guten Verkehrsanbindung Doncasters haben sich hier verschiedene Versandhäuser angesiedelt. Zum Beispiel existiert ein internationales Frachtunternehmen, von wo Güter über die Schiene nach ganz Europa transportiert werden. Ansässige Warenhäuser sind Next, Tesco, Ikea, Exel, Fabergé und B&Q. Am 5. März 2004 wurde Doncaster mit dem Fair-Trade-Siegel ausgezeichnet (siehe Fair-Trade-Stadt).

### Kohleförderung

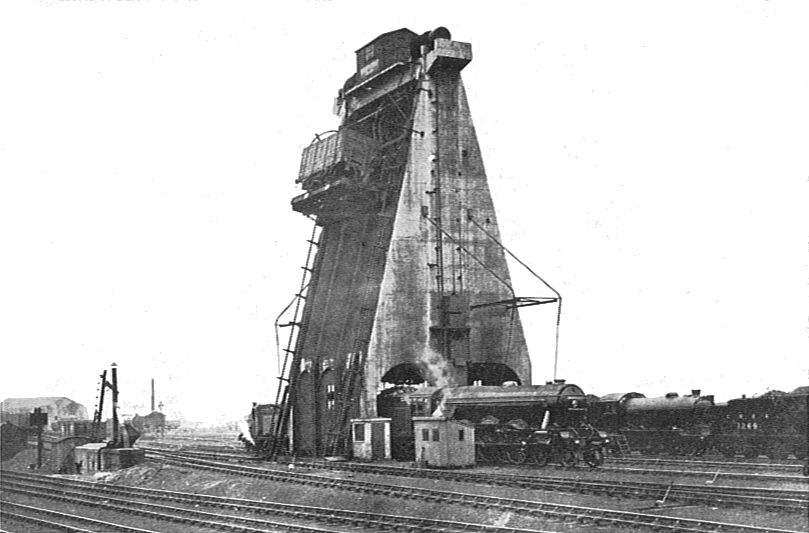
Bekohlungsanlage

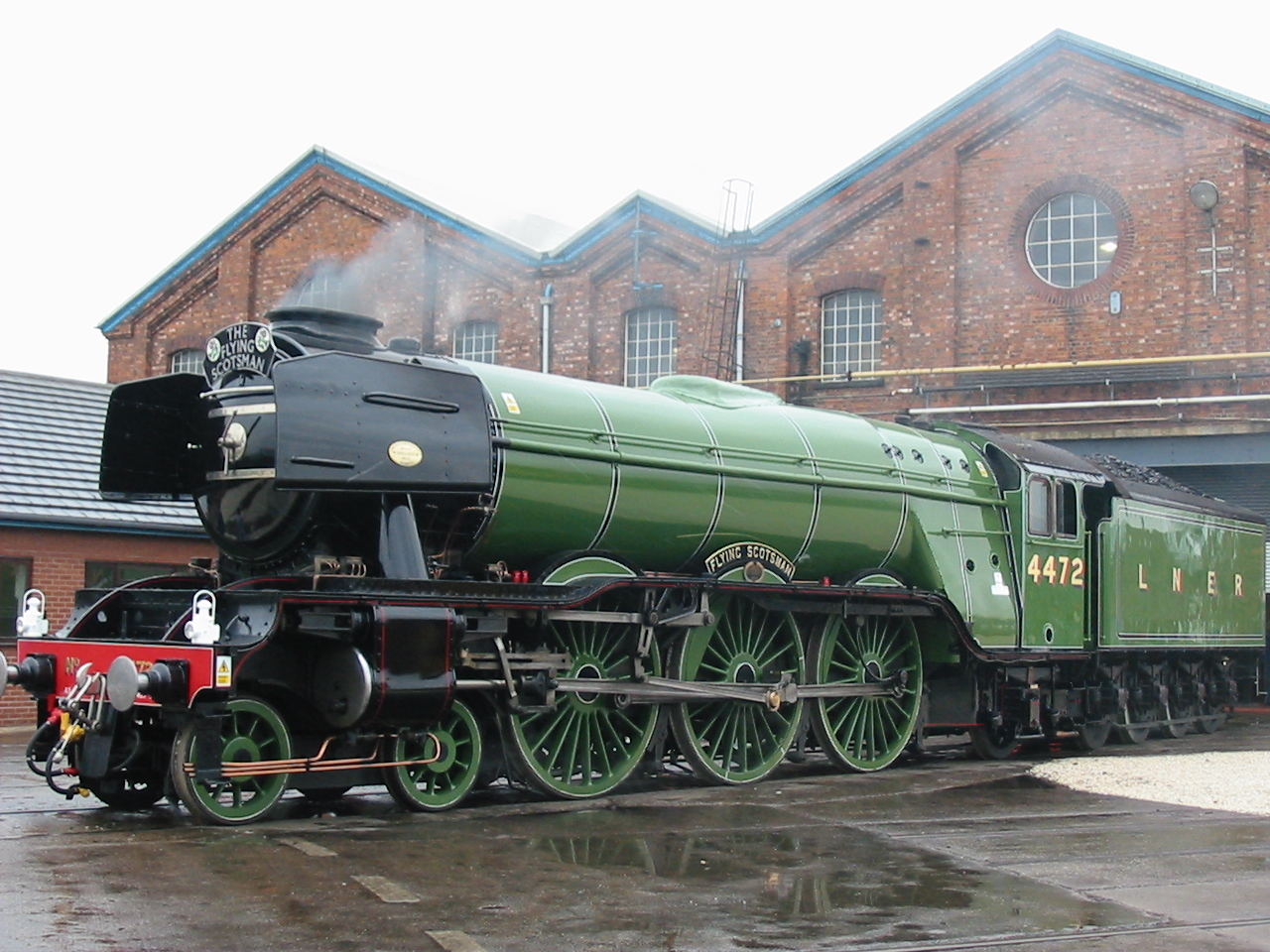
Der Flying Scotsman – ausgestellt im National Railway Museum in York

Die Kohleförderung war essentiell für das Bevölkerungswachstum der Stadt im industriellen Zeitalter. Der Don wurde als Wassertransportweg für Kohle zu den Stahlwerken in Rotherham, Scunthorpe und Sheffield genutzt. Neben dem Kohlebergbau siedelten sich verschiedene von ihm abhängige Industrien an, wie z. B. die Glasproduktion, die Chemische Industrie, die Stahlindustrie und die Drahtseilproduktion.
Aufgrund des Niedergangs des Kohlebergbaus in den 1980er Jahren gingen viele Arbeitsplätze verloren und sämtliche Spuren der Kohleförderung abgesehen von einer Handvoll Zechen wurden beseitigt. Von diesem Niedergang waren auch viele von der Kohleförderung abhängige Industrien betroffen.

### Eisenbahnindustrie
Mit der industriellen Revolution hielt auch die Eisenbahn in Doncaster Einzug. 1853 wurde von Great Northern Railway ein großes Eisenbahnwerk eröffnet. Um der wachsenden Belegschaft sowie deren Familien ausreichende Unterkünfte anbieten zu können, wurde ein umfangreiches Wohnungsbauprogramm gestartet, was auch den Bau einer Kirche, der St James Church, sowie einer Schule (St. James’ School) beinhaltete. Das Eisenbahnwerk wurde durch seine Produktion der Pacific-Dampflokomotiven Mallard und Flying Scotsman sowie tausender weiterer Dampflokomotiven international bekannt. Während des Ersten und Zweiten Weltkrieges wurde das Eisenbahnwerk in ein Munitionswerk umfunktioniert. Ab Anfang August 2008 wurde die gesamte Anlage abgerissen. Teile dessen wurden durch eine große Wohnsiedlung ersetzt. Das Unternehmen Wabtec betreibt auf dem Gelände des ehemaligen Aw Doncaster weiterhin Dienstleistungen rund um die Unterhaltung von Reisezugwagen.

### Luftfahrt
1909 wurde das Doncaster Racecourse als Austragungsstätte einer Flugschau ausgewählt. Eine erste Flugschau fand ein Jahr zuvor im französischen Reims statt. In Doncaster waren alle führenden Flugpioniere anwesend. Bei dem Versuch, den von der Daily Mail ausgeschriebenen Preis für das Fliegen innerhalb einer Quadratmeile zu gewinnen, verunfallte Samuel Franklin Cody jedoch noch auf der Startbahn. Im Ersten Weltkrieg wurde das Gelände als Basis für Flugzeuge genutzt, die die britische Ostküste gegen Zeppeline verteidigen sollten, jedoch konnten keine Eindringlinge entdeckt werden. Das Royal Flying Corps trainierte ausgehend von der Basis bei Doncaster Piloten für Luftkämpfe über Frankreich. Innerhalb von Monaten nach dem Krieg wurde die Anlage an eine Sheffielder Herstellerfirma für Motoren verkauft. In den 1970ern wurden alle Gebäude des Geländes abgerissen und eine moderne Wohnsiedlung errichtet.
In den 1920ern beschloss die britische Regierung, ein Netz ziviler Flugplätze für die Bevölkerung zu erstellen. Am 26. Mai 1934 eröffnete schließlich auch bei Doncaster ein erster ziviler Flugplatz. Eine erste internationale Luftverbindung nach Amsterdam wurde am 1. Juli 1936 eingerichtet.
Am 1. November 1938 wurde das Geschwader 616 gebildet, welches bei der Luftschlacht um England von hier aus eine bedeutende Rolle spielte. Das Geschwader war das erste, welches mit der Gloster Meteor ausgestattet war und hatte die Aufgabe, deutsche Flugkörper des Typs Fieseler Fi 103 außer Gefecht zu setzen. 1944 wurden die Flugzeuge des Geschwaders durch amerikanische Douglas DC-3 ersetzt, die daraufhin an der Operation Overlord teilnahmen.
Nach dem Krieg wurde der Flugplatz wiederum zivil genutzt, bevor er 1992 schließlich geschlossen wurde.

### Herstellung von Landmaschinen
1939 startete International Harvester mit der Produktion von Landmaschinen in Doncaster. 1949 wurden Traktoren erstmals serienmäßig hergestellt. Anfangs wurden dabei Fertigungsteile aus den USA importiert, später wurde das Firmengelände aber erweitert und die Produktion der Teile übernommen. 1953 wurde mit der Herstellung von Planierraupen begonnen. Ab 1960 wurden verschiedene Traktormodelle serienmäßig für den britischen und kontinentaleuropäischen Markt produziert. Seit der Übernahme von International Harvester durch die Case Corporation im Jahr 1985 wurden die Landmaschinen unter dem Markennamen Case IH vermarktet. 1999 verließ im Werk Doncaster der 350.000. Traktor die Fertigungsstraße.
2000 wurde das Werk von der italienischen Firmengruppe Argo übernommen und 2001 der neue Traktorhersteller McCormick Tractors International gegründet. Nun beschäftigte das Werk etwa 380 Mitarbeiter. Die Firmengruppe verkündete im Dezember 2006, nur eine Woche vor Weihnachten, die Schließung des Werkes in Doncaster sowie die Verlegung der Produktion nach Italien für Mitte 2007. Durch die Schließung gingen 325 Arbeitsplätze verloren und 61 Jahre der Landmaschinenherstellung in Doncaster zu Ende.

### Verkehr

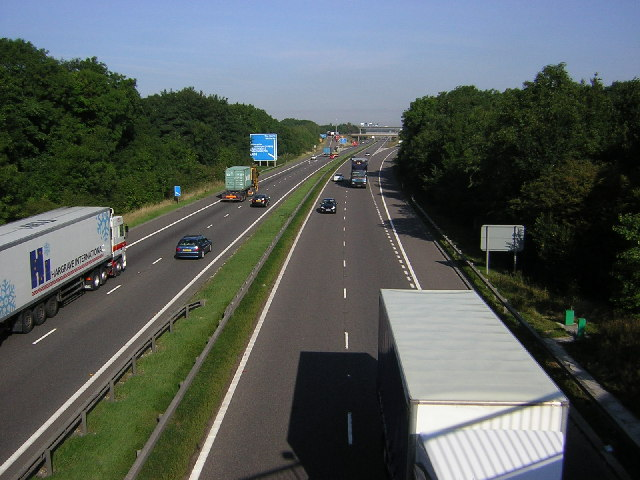
Kreuz Wadworth

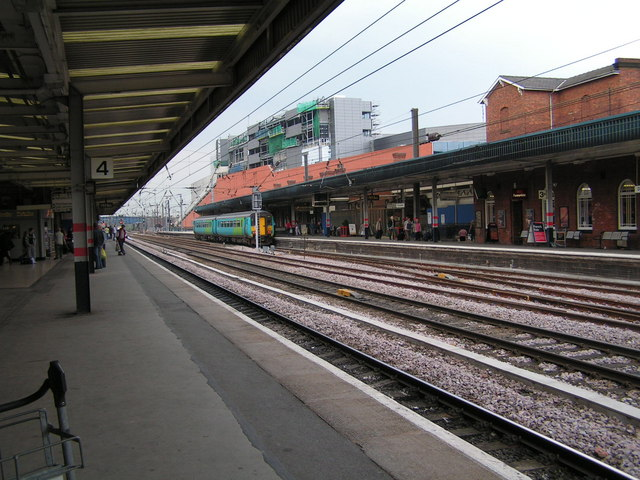
Bahnhof Doncaster

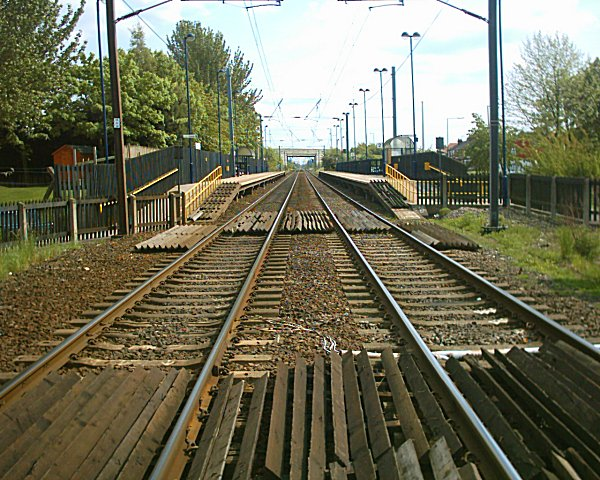
Bahnhof Bentley, wird von Northern Rail auf der Fahrt von / nach Leeds bedient.

Südlich der Stadt kreuzen sich die Motorways M18 und A1(M) am Kreuz Wadworth. Über den M18 gelangt man in jeweils 20 Fahrtminuten nach Norden auf den M62 (Liverpool–Hull) sowie nach Südwesten auf den M1 (London–Leeds). Als „A1(M)“ werden auf Autobahnstandard ausgebaute Teilstücke der Fernstraße A1 bezeichnet, die von London bis nach Edinburgh führt. Durch das Stadtgebiet Doncasters führende A-Straßen sind die A18, A19, A60, A635, A638, A639 sowie die A6182.
Die meisten innerstädtischen Buslinien in Doncaster werden von First betrieben, dicht gefolgt von Stagecoach. Weitere Betreiber sind Wilfreda Beehive, Veolia Transport und Arriva Yorkshire.
Der durch die Stadt fließende Don ist von Sheffield abwärts bis Doncaster schiffbar. Ab hier bis zur Mündung in die Ouse wird der Schiffsverkehr auf einen parallel zum Fluss führenden Kanal verlagert.
Der Bahnhof Doncaster wird von folgenden Bahnverbindungen tangiert:
| Start               | Ziel                 | Gesellschaft                 |
| ------------------- | -------------------- | ---------------------------- |
| London King’s Cross | Edinburgh Waverley   | London North Eastern Railway |
| London King’s Cross | Leeds                | London North Eastern Railway |
| Doncaster           | Leeds                | Northern Trains              |
| Sheffield Midland   | Hull Paragon         | Northern Trains              |
| London St Pancras   | Leeds                | East Midlands Railway        |
| Doncaster           | Lincoln Central      | Northern Trains              |
| Cleethorpes         | Flughafen Manchester | First Transpennine Express   |
| London King’s Cross | Hull Paragon         | First Hull Trains            |
| Plymouth            | Edinburgh Waverley   | CrossCountry                 |
| Reading             | Newcastle Central    | CrossCountry                 |

Zehn Kilometer südöstlich des Stadtzentrums befindet sich der Flughafen Doncaster/Sheffield, welcher am 28. April 2005 eröffnet wurde. Bis 1994 wurde das Gelände als Militärflugplatz der Royal Air Force genutzt. In seinem ersten Betriebsjahr wurde der Flughafen von über 900.000 Passagieren genutzt. Weitere Flughäfen in der Region sind der Flughafen Humberside (60 km), der Flughafen Manchester (80 km), der Flughafen Leeds/Bradford (80 km), sowie der Flughafen East Midlands (100 km entfernt).

## Persönlichkeiten

### Söhne und Töchter der Stadt
- John Frederick Herring junior (1820–1907), Maler
- Robert Dudley Baxter (1827–1875), Nationalökonom
- Clara Cheeseman (1852–1943), Schriftstellerin
- Frank Byron Jevons (1858–1936), Universalgelehrter und Akademiker
- John Collinson (1859–1901), Offizier und Kolonialverwalter
- Barbara Euphan Todd (1890–1976), Schriftstellerin
- Anthony Barber (1920–2005), Politiker
- Bruce Woodcock (1921–1997), Profiboxer
- Brian Shenton (1927–1987), Sprinter
- Raymond Hide (1929–2016), Geophysiker und Hochschullehrer
- Don Concannon (1930–2003), Politiker
- Diana Rigg (1938–2020), Schauspielerin
- Martin N. Wilson (* 1939), Teilchenphysiker
- Roy Cromack (1940–2017), Radrennfahrer
- Alun Armstrong (* 1946), Schauspieler
- Mark Ryan (* 1956), Schauspieler
- Jeremy Clarkson (* 1960), Journalist
- Emma Chambers (1964–2018), Schauspielerin
- Mark Rowing (* 1966), Snookerspieler
- Jacqueline Macaulay (* 1967), Schauspielerin
- Sion Llewelyn Simon (* 1968), Politiker
- Mick Whitnall (* 1968), Gitarrist der Babyshambles
- Graham Hyde (* 1970), Fußballspieler und -trainer
- Rob Debenham (* 1979), Fußballspieler
- Edward Hogg (* 1979), Schauspieler
- Chrissie Wunna (* 1980), Schauspielerin, Bloggerin und Model
- Anna Tunnicliffe (* 1982), Seglerin
- Tan France (* 1983), TV-Persönlichkeit
- Sarah Stevenson (* 1983), Taekwondoin
- John Escreet (* 1984), Jazzpianist
- Matthew Edgar (* 1986), Dartspieler
- Danny Rose (* 1990), Fußballspieler
- Louis William Tomlinson (* 1991), Sänger
- Beth Dobbin (* 1994), Sprinterin
- Alex Mowatt (* 1995), Fußballspieler
- Mason Holgate (* 1996), Fußballspieler
- Jerry Yates (* 1996), Fußballspieler
- Yungblud (* 1997), Musiker
- Bradly Sinden (* 1998), Taekwondoin
- Hannah Cain (* 1999), walisische Fußballspielerin
- Ben Turner (* 1999), Radrennfahrer
- Haris Namani (* 2001), TV Personality, Boxer
- Beau Greaves (* 2004), Dartspielerin